# Dirphya major
Dirphya major är en skalbaggsart. Dirphya major ingår i släktet Dirphya och familjen långhorningar.

## Underarter
Arten delas in i följande underarter:
- D. m. major
- D. m. nigrotibialis
- D. m. rhodesiana